# Cossútia (dama)
Cossútia (llatí: Cossutia) va ser una dama romana, la primera esposa de Juli Cèsar. Pertanyia a la gens Cossútia, una família de rang eqüestre, i era molt rica.
Els seus pares la van prometre a Cèsar quan aquest era encara molt jove, però se'n va divorciar als 17 anys, ja que volia casar-se amb Cornèlia Cinnil·la, la filla de Luci Corneli Cinna.